# Мацини (Рим)
Мацини је насеље у Италији у округу Рим, региону Лацио.
Према процени из 2011. у насељу је живело 88 становника. Насеље се налази на надморској висини од 347 м.